# Gap osmótico fecal
Gap Osmótico Fecal es un cálculo realizado para distinguir entre diferentes causas de diarrea.
Se calcula con la ecuación 290 − 2 * (Na fecal+ K fecal). El número 290 es el valor de la osmolalidad fecal. La osmolalidad fecal no es medida directamente, y se suele dejar como una constante en el rango de 290 a 300.
Un bajo gap osmótico fecal puede implicar diarrea secretora, mientras que un alto gap osmótico fecal puede significar diarrea osmótica. La razón de esto es que los iones secretados de sodio y potasio participan en un gran porcentaje de la osmolalidad fecal en la diarrea secretora, mientras que en la diarrea osmótica, las moléculas como los carbohidratos no absorbidos son los contribuyentes más significantes para la osmolalidad fecal.
Un gap normal se ubica entre 50 y 100 mosm/kg.
Un alto gap osmótico (>100 mosm/kg) es causa de diarrea osmótica incluida la enfermedad celiaca, pancreatitis crónica, deficiencia de lactasa, lactulosa, uso/abuso de laxantes osmóticos y la enfermedad de Whipple.
Un bajo gap osmótico (<50 mosm/kg) es causa de diarrea secretora incluida las mediadas por toxinas (cólera, cepas de E. coli enterotoxigénicas y secretagogos como péptido intestinal vasoactivo (por ejemplo, VIPoma). Una causa poco común incluye gastrinoma, cáncer medular tiroideo (que produce exceso de calcitonina), diarrea facticia por abuso de laxante no osmótico y adenoma velloso.